# Callum Wilson (sinh 1992)
Callum Eddie Graham Wilson (sinh ngày 27 tháng 2 năm 1992) là một cầu thủ bóng đá chuyên nghiệp người Anh hiện đang chơi ở vị trí tiền đạo cắm cho câu lạc bộ West Ham United tại Premier League.

## Thống kê sự nghiệp

### Câu lạc bộ
Tính đến 25 tháng 5 năm 2025
| Câu lạc bộ            | Mùa giải            | Giải đấu            | Giải đấu | Giải đấu | FA Cup | FA Cup | EFL Cup | EFL Cup | Châu Âu | Châu Âu | Khác | Khác | Tổng cộng | Tổng cộng |
| Câu lạc bộ            | Mùa giải            | Hạng đấu            | Trận     | Bàn      | Trận   | Bàn    | Trận    | Bàn     | Trận    | Bàn     | Trận | Bàn  | Trận      | Bàn       |
| --------------------- | ------------------- | ------------------- | -------- | -------- | ------ | ------ | ------- | ------- | ------- | ------- | ---- | ---- | --------- | --------- |
| Coventry City         | 2009–10             | Championship        | 0        | 0        | 0      | 0      | 1       | 0       | —       | —       | —    | —    | 1         | 0         |
| Coventry City         | 2010–11             | Championship        | 1        | 0        | 0      | 0      | 0       | 0       | —       | —       | —    | —    | 1         | 0         |
| Coventry City         | 2011–12             | Championship        | 0        | 0        | —      | —      | 0       | 0       | —       | —       | —    | —    | 0         | 0         |
| Coventry City         | 2012–13             | League One          | 11       | 1        | 0      | 0      | 0       | 0       | —       | —       | 1    | 0    | 12        | 1         |
| Coventry City         | 2013–14             | League One          | 37       | 21       | 2      | 1      | 1       | 0       | —       | —       | 1    | 0    | 41        | 22        |
| Coventry City         | Tổng cộng           | Tổng cộng           | 49       | 22       | 2      | 1      | 2       | 0       | —       | —       | 2    | 0    | 55        | 23        |
| Kettering Town (mượn) | 2010–11             | Conference Premier  | 17       | 1        | —      | —      | —       | —       | —       | —       | —    | —    | 17        | 1         |
| Tamworth (mượn)       | 2011–12             | Conference Premier  | 3        | 1        | 0      | 0      | —       | —       | —       | —       | —    | —    | 3         | 1         |
| AFC Bournemouth       | 2014–15             | Championship        | 45       | 20       | 1      | 1      | 4       | 2       | —       | —       | —    | —    | 50        | 23        |
| AFC Bournemouth       | 2015–16             | Premier League      | 13       | 5        | 0      | 0      | 0       | 0       | —       | —       | —    | —    | 13        | 5         |
| AFC Bournemouth       | 2016–17             | Premier League      | 20       | 6        | 1      | 0      | 0       | 0       | —       | —       | —    | —    | 21        | 6         |
| AFC Bournemouth       | 2017–18             | Premier League      | 28       | 8        | 1      | 0      | 2       | 1       | —       | —       | —    | —    | 31        | 9         |
| AFC Bournemouth       | 2018–19             | Premier League      | 30       | 14       | 0      | 0      | 3       | 1       | —       | —       | —    | —    | 33        | 15        |
| AFC Bournemouth       | 2019–20             | Premier League      | 35       | 8        | 2      | 1      | 2       | 0       | —       | —       | —    | —    | 39        | 9         |
| AFC Bournemouth       | Tổng cộng           | Tổng cộng           | 171      | 61       | 5      | 2      | 11      | 4       | —       | —       | —    | —    | 187       | 67        |
| Newcastle United      | 2020–21             | Premier League      | 26       | 12       | 0      | 0      | 2       | 0       | —       | —       | —    | —    | 28        | 12        |
| Newcastle United      | 2021–22             | Premier League      | 18       | 8        | 0      | 0      | 0       | 0       | —       | —       | —    | —    | 18        | 8         |
| Newcastle United      | 2022–23             | Premier League      | 31       | 18       | 0      | 0      | 5       | 0       | —       | —       | —    | —    | 36        | 18        |
| Newcastle United      | 2023–24             | Premier League      | 20       | 9        | 0      | 0      | 2       | 1       | 4       | 0       | —    | —    | 26        | 10        |
| Newcastle United      | 2024–25             | Premier League      | 18       | 0        | 2      | 1      | 2       | 0       | —       | —       | —    | —    | 22        | 1         |
| Newcastle United      | Tổng cộng           | Tổng cộng           | 113      | 47       | 2      | 1      | 11      | 1       | 4       | 0       | —    | —    | 130       | 49        |
| Tổng cộng sự nghiệp   | Tổng cộng sự nghiệp | Tổng cộng sự nghiệp | 353      | 132      | 9      | 4      | 24      | 5       | 4       | 0       | 2    | 0    | 392       | 141       |

1. 1 2  Ra sân tại Football League Trophy
2. ↑  Số lần ra sân tại UEFA Champions League

### Quốc tế
Tính đến ngày 12 tháng 9 năm 2023
| Đội tuyển quốc gia | Năm       | Trận | Bàn |
| ------------------ | --------- | ---- | --- |
| Anh                | 2018      | 1    | 1   |
| Anh                | 2019      | 3    | 0   |
| Anh                | 2022      | 2    | 0   |
| Anh                | 2023      | 3    | 1   |
| Tổng cộng          | Tổng cộng | 9    | 2   |

Tính đến ngày 12 tháng 9 năm 2023
Bàn thắng và kết quả của Anh được để trước
| # | Ngày                 | Địa điểm                               | Số trận | Đối thủ | Bàn thắng | Kết quả | Giải đấu                 |
| - | -------------------- | -------------------------------------- | ------- | ------- | --------- | ------- | ------------------------ |
| 1 | 15 tháng 11 năm 2018 | Sân vận động Wembley, London, Anh      | 1       | Hoa Kỳ  | 3–0       | 3–0     | Giao hữu                 |
| 2 | 16 tháng 6 năm 2023  | Sân vận động quốc gia, Ta' Qali, Malta | 7       | Malta   | 4–0       | 4–0     | Vòng loại UEFA Euro 2024 |

## Danh hiệu
AFC Bournemouth
- Football League Championship: 2014–15[23]

Newcastle United
- EFL Cup: 2024–25;[24] á quân: 2022–23[25]

Anh
- UEFA Nations League hạng ba: 2018–19[26]

Cá nhân
- Cầu thủ xuất sắc nhất năm của PFA: EFL League One 2013–14[27]
- Cầu thủ xuất sắc nhất tháng của Football League Championship: Tháng 10 năm 2014[28]
- Cầu thủ xuất sắc nhất năm của Coventry City: 2013–14[29]
- Cầu thủ xuất sắc nhất năm của Newcastle United: 2020–21[30]